# Karl Göte Bejemark

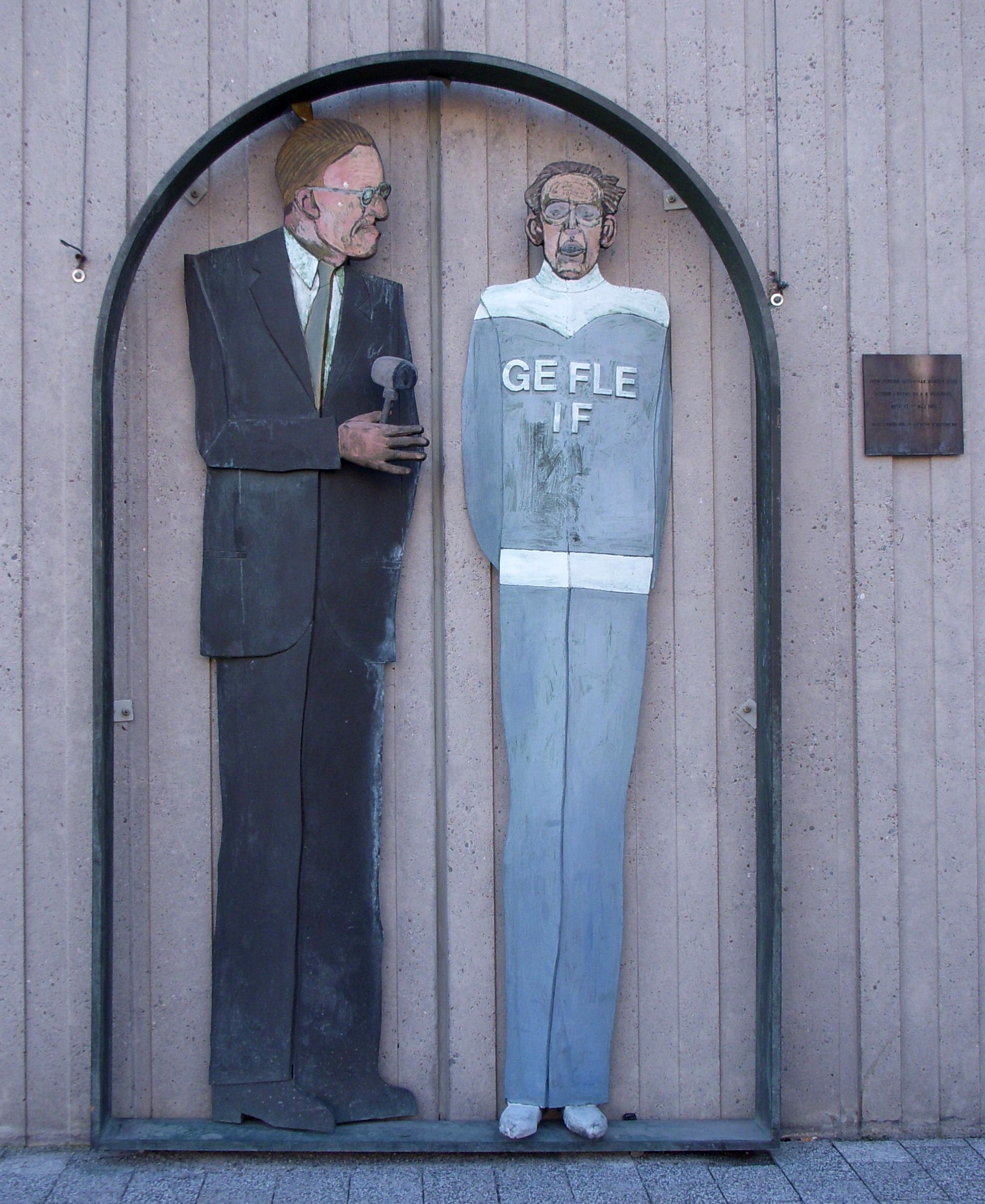
Sven Jerring intervjuar Gunder Hägg utanför Sveriges Radio.

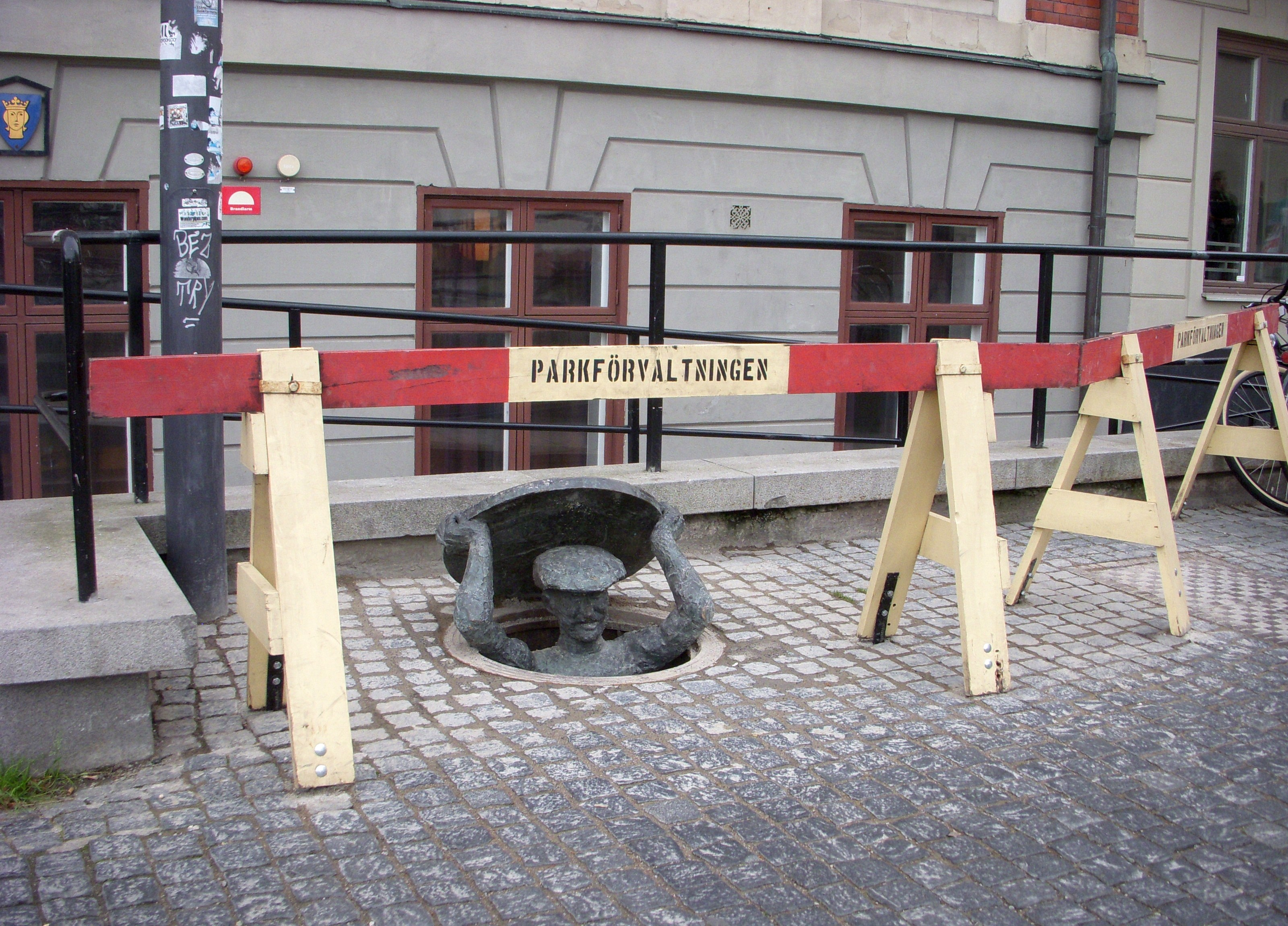
Humor vid Slussen i Stockholm.

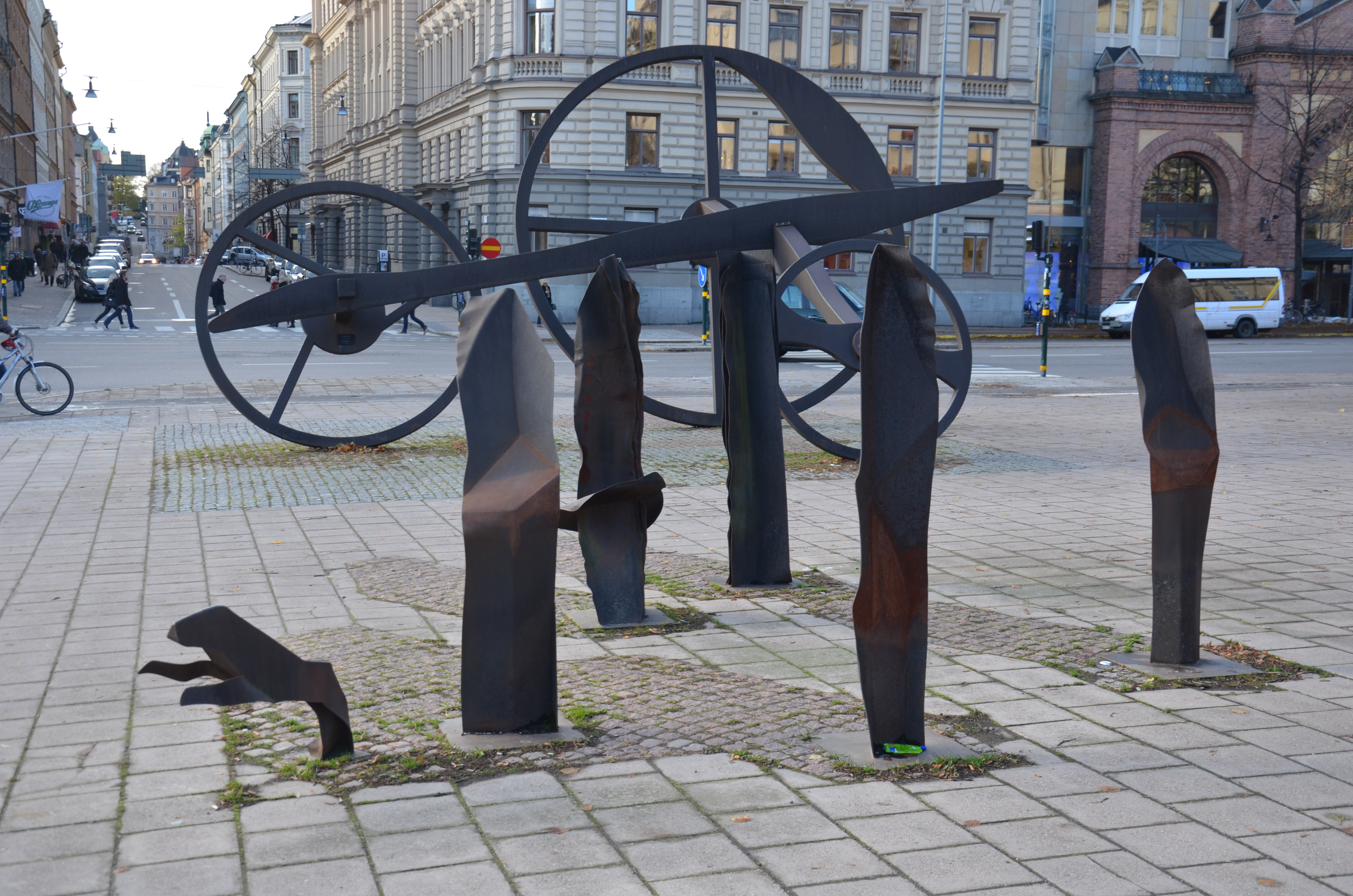
Fordon på Eriksbergsplan i Stockholm.

Karl Göte (K G) Bejemark, född 23 april 1922 i Ovansjö, död 25 september 2000 i Stockholm, var en svensk skulptör.
Bejemark är känd främst för sina skulpturer på offentliga platser. Han studerade vid Konstfacks aftonskola i Stockholm åren 1948–1954 och Konstakademien i Stockholm 1954–1959, och var under åren 1971–1978 professor vid Kungliga Konsthögskolan i Stockholm. Under 1950- och 1960-talen arbetade han med abstrakta skulpturer, bland annat i form av ringar och klot i metall.
I slutet av 1960-talet gick han över från det abstrakta och gjorde under 1970- och 1980-talen flera realistiska brons- och träskulpturer i helfigur av kända svenskar. Ett exempel är Humor, bronsskulptur av en gatuarbetare som tittade fram ur en inspektionsbrunn på trottoaren vid Peter Myndes backe vid Södermalmstorg i Stockholm.
| ”                     | Det skall vara frekventerade platser. Jag söker ett slags sanning i ett socialt sammanhang, vill famna alla människor. Inte bara förståsigpåare ska uppskatta vad jag gör. | „ |
| – K.G. Bejemark 1980. | |   |

## Offentliga verk i urval
- Figur, brons, 1954, Odinparken i Hagalund i Solna
- Former, kopparrelief, 1972, Torsbergsgymnasiet i Bollnäs
- Fordon, cortenstål, 1973, Eriksbergsplan i Stockholm
- Humor, brons, 1967, Peder Myndes backe i Stockholm (tidigare placerad intill Hamngatan vid Berzelii park)
- Till minnet av en stad, skulpturgrupp i brons, 1972-74, Hagalund i Solna  (bland annat en staty över Olle Olsson Hagalund
- Ferlin på bänken, brons, staty över Nils Ferlin, brons, 1975 i Filipstad
- Staty över Nils Ferlin, 1982, vid Klara kyrka i Stockholm
- Staty över Greta Garbo, målat trä, 1962, Moderna Museet
- Staty över  Evert Taube, 1985, Österlånggatan vid Järntorget i Stockholm
- Sven Jerring intervjuar Gunder Hägg, trä, 1994, utanför Sveriges Radios entré i Stockholm
- Nils Ferlin, huvud i brons, kvarteret Trasten i Hällefors
- Bejemark  finns representerad vid bland annat Nationalmuseum[6], Moderna museet[7] i Stockholm och Skissernas museum[8].

## Utmärkelser
- Stockholms stads kulturpris 1980[4]
- Prins Eugen-medaljen 1985
- Sergelpriset 1990